# 에른스트 케제만
에른스트 케제만(Ernst Käsemann, 1906년~1998년)은 루터교 신학자이자 신약학 교수로 마인츠(1946~1951), 괴팅겐(1951~1959), 튀빙겐(1959~1971) 대학교에서 가르쳤다. 어네스트 푹스와 더불어 신해석학파이다.

## 학업과 업적
1931년 마르부르크 대학에서 신약학 박사학위를 받았다. 그의 학위 논문은 사도 바울의 교회론에 대한 것으로, 루돌프 불트만의 지도 아래 작성되었다. 케제만은 불트만 학파의 일원이며, 정치적으로는 좌파 학생운동의 중심인물로 널리 알려졌다. 케제만은 1933년 고백교회 운동에 동참했다. 불트만의 제자들은 역사적 예수와 부활 이후 신앙의 그리스도 사이에 관계가 있을 것이라고 생각하고, 역사적 예수에 대해 새로운 질문을 제기했다. 에른스트 케제만은 1953년 마르부르크에서 ‘역사적 예수의 문제’라는 강연을 통해, 역사적 예수 연구 제3기가 시작되는 길을 열었다. 그는 옛 스승에 반대하여 초대 교회가 예수의 생애에 대해 정말로 관심을 가지고 있었으며, 만일 그렇지 않았다면 예수의 생애에 대한 내러티브들을 기록하지 않았을 것이라고 주장했다

## 같이 보기
- 루돌프 불트만(Rudolf Bultmann)
- 귄터 본캄(Günther Bornkamm)
- 한스 콘젤만
- Michael Lattke
- 카이로스 문서(Kairos Document#Romans 13:1-7)

## 저서
- Essays on New Testament themes. London, SCM, 1964.
- New Testament questions of today. London, SCM, 1969.
- Jesus means freedom: a polemical survey of the New Testament. London, SCM, 1969.
- Perspectives on Paul. London, SCM, 1971.
- Commentary on Romans. London, SCM, 1980.
- The Wandering People of God. Minneapolis, Augsburg, 1984.
- On Being a Disciple of the Crucified Nazarene. Grand Rapids, Eerdmans, 2010.

## 참고 문헌
- Way, D V 1991. The Lordship of Christ: Ernst Käsemann's Interpretation of Paul's Theology. Oxford.
- Zahl, Paul F M 1996. Die Rechtfertigungslehre Ernst Käsemanns. Calwer Verlag.
- Osborn, E F 1999. Käsemann, Ernst. In: Hayes, J H (ed) Dictionary of Biblical Interpretation Vol. 2, Nashville: Abingdon, pages 14–16.
- Harrisville, R A & Sundberg, W. Käsemann, Ernst. In: The Bible in Modern Culture: Theology and Historical Critical Method from Spinoza to Käsemann. Grand Rapids: Eerdmans, pages 238–261.